# Усть-Катав
Усть-Ката́в — город в Челябинской области России.
Административный центр Усть-Катавского городского округа. Население составляет 21 016 чел. (2023). Распоряжением Правительства России, от 29 июля 2014 года, № 1398-р «Об утверждении перечня моногородов» Усть-Катавский городской округ включён в категорию «Монопрофильные муниципальные образования Российской Федерации (моногорода) с наиболее сложным социально-экономическим положением».

## Этимология
Название поселения происходит от реки Катав, гидроним в свою очередь происходит от этнонима башкирского племени катай.

## География
Город расположен на западном склоне гор Южного Урала в месте впадения реки Ката́в в реку Юрюза́нь, в 260 км от Челябинска. Центр города окружён холмами.
Через город проходит исторический ход Транссибирской железнодорожной магистрали. Расположена железнодорожная станция Усть-Катав Южно-Уральской железной дороги. В одном километре южнее города проложена федеральная автомобильная дорога М5 «Урал».

## История

### Основание
Поселение основано в 1758 году, в Оренбургской губернии как железоделательный завод, возле впадения в реку Юрюзань её левого притока Катав. Основатели поселения — рабочего посёлка: компания симбирских купцов и заводчиков братьев Ивана и Якова Борисовичей Твердышевых и Ивана Семёновича Мясникова.
Первоначально предприятие представляло собой лесопильную мельницу и судовую пристань. Железоделательный завод был пущен позднее и являлся вспомогательным для соседних Катав-Ивановского и Юрюзанского чугуноплавильных и железоделательных заводов. Вокруг завода возникло укреплённое поселение, в котором жили крепостные крестьяне, купленные заводчиками в центральных губерниях России и составившие мастеровой и работный люд предприятия. В 1773 году в заводском посёлке проживало около 800 человек.
Продукция завода отправлялась в Центральную Россию по рекам Волго-Камского бассейна. Часть продукции продавалась за границу. Её охотно покупали английские купцы. В 1862 году изделия демонстрировались на всемирной Лондонской промышленной выставке, были представлены кричное и пудлинговое железо, цементная сталь разных сечений, обойные гвозди.

### До XX века
Заводской посёлок не обошёл стороной знаменитый Пугачёвский бунт (восстание). Через Усть-Катав проходили отряды повстанцев и правительственных сил. Завод в ноябре 1773 года был остановлен. В июне 1774 года повстанческий отряд Юлая Азналина, отца Салавата Юлаева, разорил и сжёг завод и посёлок, убив многих жителей. В ноябре 1775 года предприятие было восстановлено.
Хотя принадлежавшими им заводами Твердышевы и И. С. Мясников владели сообща, но непосредственно в ведении последнего, до его смерти в 1780 году, находились чугуноплавительные и железоделательные предприятия, в том числе Усть-Катавское. В 1780—1783 годах владельцем Усть-Катавского завода являлся Я. Б. Твердышев, затем заводом владела дочь И. С. Мясникова Е. И. Козицкая, а с 1810 года — дочь последней, в замужестве княгиня А. Г. Белосельская-Белозерская. В дальнейшем, вплоть до Октябрьской революции (переворота) 1917 года Усть-Катавское предприятие принадлежало представителям княжеской семьи Белосельских-Белозерских.
С 1861 года по начало 1920-х годов посёлок Усть-Катавский завод был центром волости. В неё входило несколько окрестных деревень и сёл. В 1870 году в посёлке были церковь, училище, волостное правление, железоделательный завод, два маслобойных предприятия, три водяные мельницы, в посёлке проживали 3 353 жителя (544 двора). В 1889—1890 годах рядом с Усть-Катавским посёлком построен участок Самаро-Златоустовской железной дороги.

### XX век
В марте 1917 года в посёлке был создан совет рабочих депутатов под председательством слесаря Ф. Е. Бахарева. В конце октября 1917 года мирным путём была установлена советская власть.
В 1939 году в рабочем посёлке проживало более 13 000 жителей. Работал вагоностроительный завод имени Л. М. Кагановича. Действовали две средних школы, ремесленное училище, рабочий клуб и клуб инженерно-технических работников, библиотеки, 15 продовольственных магазинов и киосков.
В 1941—1945 года ушли на войну около 1500 усть-катавцев. В заводской посёлок эвакуировались из прифронтовых городов страны промышленное оборудование и население. Посёлок начал застраиваться, расти и расширяться.
Указом Президиума Верховного Совета РСФСР от 28 августа 1942 года посёлок Усть-Катавский завод был преобразован в город районного подчинения. Город сначала назывался Усть-Катавским Заводом, а с 1943 года — Усть-Катавом. В 1943—1944 годах построен Брянский автомобильный мост через реку Юрюзань.
После войны градообразующее предприятие Усть-Катавский вагоностроительный завод (УКВЗ) вместе с оборонной продукцией выпускал продукцию гражданского назначения: трамвайные вагоны, детские велосипеды «Лёвушка» и другие. В ноябре 1952 года открылся дворец культуры вагоностроителей, в 1950-х годах началось строительство многоэтажных домов в центральной части, а с 1978 года — в нагорной части города. В 1962 году открылся кинотеатр «Россия» (ныне «Родина»). В 1972 году был сдан в эксплуатацию молокозавод. В 1973 году заработал хлебозавод.
3 декабря 1979 года Усть-Катав получил статус города областного подчинения, к нему были присоединены рабочий посёлок Вязовая, сёла Тюбеляс, Минка, ранее входившие в состав Катав-Ивановского района.
В 1980 году построена новая плотина на реке Катав. В 1984 году в новое трёхэтажное здание в центре города переехал совет народных депутатов, ныне в здании располагается администрации Усть-Катавского городского округа. В 1987 году близ посёлка Шубино начала действовать железнодорожная станция Усть-Катав, на которой в 1994 году открылся железнодорожно-автобусный вокзал. 17 декабря 1992 года в прежнем здании церкви Рождества Христова вновь начались богослужения.

## Население
| 1773    | 1870    | 1931    | 1939    | 1959    | 1967    | 1970    |
| ------- | ------- | ------- | ------- | ------- | ------- | ------- |
| 800     | ↗3353   | ↗7100   | ↗13 000 | ↗23 133 | ↗24 000 | ↘23 438 |
| 1979    | 1989    | 1992    | 1996    | 1998    | 2002    | 2003    |
| ↗24 521 | ↗31 218 | ↗31 400 | ↘29 400 | ↘28 800 | ↘25 898 | ↗25 900 |
| 2005    | 2006    | 2007    | 2008    | 2009    | 2010    | 2011    |
| ↘25 300 | ↘25 100 | ↘24 700 | ↘24 285 | ↘24 171 | ↘23 580 | ↘23 532 |
| 2012    | 2013    | 2014    | 2015    | 2016    | 2017    | 2018    |
| ↘23 326 | ↘23 169 | ↘23 064 | ↘22 830 | ↘22 627 | ↘22 536 | ↘22 312 |
| 2019    | 2020    | 2021    | 2023    |         |         |         |
| ↘22 042 | ↘21 803 | ↘21 439 | ↘21 016 |         |         |         |

На 1 января 2025 года по численности населения город находился на 644-м месте из 1124 городов Российской Федерации.

## Промышленность
- АО «Усть-Катавский вагоностроительный завод имени С. М. Кирова» — градообразующее предприятие оборонной и космической промышленности, главным образом, известен производством трамваев.
- ООО «Леспромсервис».
- ООО «Усть-Катавский деревообрабатывающий завод».
- ООО Агропарк «Урал».

В 2019 году введён в эксплуатацию агрокомплекс «Горный» (агрохолдинг «Чурилово») для круглогодичного выращивания овощей и зелёных культур закрытого грунта площадью 25 га.

## Культура
- Муниципальное казённое учреждение культуры «Историко-краеведческий музей» создано на базе общественного народного музея революционной, боевой и трудовой славы г. Усть-Катава, открытого в мае 1965 года, перед 20-летним юбилеем Победы в помещениях дворца культуры вагоностроителей. В 1980 году музей получил звание народного, с 1 января 1995 года является муниципальным.
- Муниципальное казённое учреждение культуры «Централизованная библиотечная система».
- Муниципальное казённое учреждение культуры «Централизованная клубная система».

## Образование и спорт
- Детская музыкальная школа № 1
- МАУ ДО «Спортивная школа»
- МКУ ДО «Спортивная школа - спортивно-оздоровительный комплекс»
- Средняя общеобразовательная школа № 1
- Основная общеобразовательная школа № 4
- Средняя общеобразовательная школа № 5
- Средняя общеобразовательная школа № 7
- Специальная (коррекционная) общеобразовательная школа-интернат
- Начальная школа — детский сад № 6
- Начальная школа — детский сад № 9
- Центр развития дополнительного образования детей

## Радиовещание
- 100,7 МГц (ПЛАН) L-Radio;
- 101,2 МГц Радио Дача;
- 101,6 МГц Радио Дача;
- 102,1 МГц Авторадио / Радио Говорит Трёхгорный (Трёхгорный);
- 102,6 МГц Ретро FM (Трёхгорный);
- 103,6 МГц Радио Континенталь;
- 104,1 МГц DFM / Радио Трёхгорного (Трёхгорный);
- 106,1 МГц Европа Плюс (Трёхгорный);
- 107,4 МГц Радио России / Радио Южный Урал.

## Религия
Православные храмы
- Церковь Рождества Христова

Мечети
- Мечеть

## Галерея
- Вид на Усть-Катав со стороны Катавского пруда
- Река Юрюзань, протекающая в исторической части Усть-Катава
- Брянский мост
- Дворец культуры вагоностроителей
- Зимняя панорама